# باستير سمير
باستير سمير (بالإنجليزية: Bastir Samir) (مواليد 19 مايو 1986) هو ملاكم غاني، مثّل بلاده في الألعاب الأولمبية الصيفية 2008.

## روابط خارجية
باستير سمير على موقع أوليمبيديا (الإنجليزية)
- باستير سمير على موقع اتحاد ألعاب الكومنولث (مؤرشف) (الإنجليزية)
- باستير سمير على موقع دورة ألعاب الكومنولث 2006 (مؤرشف) (الإنجليزية)